# Jean M. Auel
Jean M. Auel (née Jean Marie Untinen, le 18 février 1936 à Chicago, Illinois, États-Unis) est une écrivaine américaine plus connue sous le nom de son mari. Elle est célèbre pour avoir écrit une série de romans de fiction préhistorique dont l'action se déroule sur le continent européen et qui met en scène des hommes de Cro-Magnon et leurs interactions avec des hommes de Néandertal : Les Enfants de la Terre. Ses livres se sont vendus à plus de 45 millions d'exemplaires dans le monde.

## Biographie

### Débuts
D'ascendance finlandaise, Jean M. Untinen est la seconde fille des cinq enfants de Neil Solomon Untinen, peintre en bâtiment, et de Martha Wirtanen.
À l'âge de 18 ans, elle se marie avec Ray Bernard Auel. Vers 25 ans, elle aura cinq enfants : RaeAnn, Karen, Lenore, Kendall et Marshall.
En 1964, elle devient membre de Mensa, une organisation destinée aux personnes ayant un quotient intellectuel élevé. Elle s'inscrit aux cours du soir à l'université de Portland tout en travaillant de 1965 à 1976 à Tektronix, où elle est successivement secrétaire (1965-1966), dessinatrice de circuits imprimés (1966-1973), rédactrice technique (1973-1974) et gérante du crédit (1974-1976). En 1976, elle obtient finalement une maîtrise en administration des affaires à l'université d'État de Portland.

### Une carrière de romancière qui commence
En 1977, elle quitte Tektronix et commence à faire des recherches en bibliothèque sur les glaciations quaternaires en vue d'un récit qui mettrait en scène une jeune femme préhistorique vivant avec des groupes humains profondément différents. Elle rejoint un groupe de techniques de survie en Arctique pour apprendre comment construire un abri de glace, faire du feu, tanner le cuir et tailler le silex pour en faire des outils. L'expert du groupe en techniques autochtones était Jim Riggs, qu'elle décrit comme « le genre de personne que vous pourriez laisser dénudé dans un endroit sauvage et qui réussirait à se nourrir, se vêtir et s'abriter. »
Au cours de ses recherches, elle découvre que deux groupes humains très différents vivaient en Europe à l'ère glaciaire : les hommes de Néandertal et les hommes de Cro-Magnon. Ces découvertes enflamment son imagination et l'amènent à creuser davantage. Elle suit des ateliers sur l'identification des plantes et sur la cuisine de plantes sauvages. Elle récolte vite de ses recherches assez de matériel pour une saga qui comporterait six volumes. Le premier de la série est prêt en 1978, mais il ne sera publié qu'en 1980, sous le titre Le Clan de l'Ours des Cavernes. L'ouvrage rencontre un succès immédiat, ce qui donne à l'autrice l'aisance financière suffisante pour voyager à travers l'Europe et rencontrer nombre d'experts avec lesquels elle avait correspondu. Elle se lie d'amitié notamment avec Jean Clottes, responsable scientifique de l'étude des grottes Cosquer et Chauvet.
Le dernier tome de la série est publié trente-et-un ans plus tard, le 29 mars 2011.

## Le réalisme selon Jean Auel
Pour rendre sa saga aussi réaliste et crédible que possible, Jean Auel entreprendra de nombreux voyages aux quatre coins du monde. Après le succès de son premier livre, Auel a l'occasion de visiter et explorer les sites préhistoriques dont elle avait parlé dans son roman et de rencontrer les experts sur les travaux desquels elle avait appuyé ses études. Elle voyage dans la plupart des pays d'Europe, de la France à l'Ukraine.
La dernière destination de l'écrivain est la péninsule Ibérique où elle fait en 2010 des recherches sur les derniers néandertaliens qui l'ont habitée il y a 25 000 ans.
Ses recherches ont demandé un travail immense : des études sur la paléontologie, la spéléologie, la climatologie, la vie de l'homme de Neandertal et celle de Cro-Magnon ont bercé son quotidien pendant de nombreuses années. Elle a ainsi rencontré de nombreux spécialistes dans le domaine, essayant notamment de comprendre les peintures préhistoriques, leur signification et la façon dont elles ont été réalisées.
Elle nourrit sa « fiction préhistorique » de nombre d'observations, d'hypothèses et d'inférences suscitées par des découvertes archéologiques, notamment celles qui ont permis de dater l'apparition d'un nouvel outil ou d'une technique nouvelle : les pierres à feu, le propulseur à crochet, les aiguilles à couture, les parures retrouvées dans les tombes, etc. Le personnage de Jondalar est basé sur un squelette découvert dans un site de Cro-magnon. Elle a aussi interrogé des médecins et des infirmières pour se faire une idée de la médecine utilisée à la préhistoire. Lors d'un colloque d'archéologie à Las Vegas, elle déclare : « Personne n'a plus de respect et d'admiration pour les savants et les chercheurs que je n'en ai moi-même. C'est leur dévouement qui nous permet d'en savoir plus sur nos ancêtres -- et, par conséquent, sur nous-mêmes. »
Les thèmes principaux de la saga sont la solitude, la solidarité, la question de la condition humaine à l'époque de la préhistoire et l'évolution de l'espèce humaine. Elle s'efforce d'imaginer les relations entre les clans et les individus, s'attachant à donner une personnalité propre à chaque personnage, basée sur de nombreux détails, descriptions et analyses. Même s'ils ont vécu quelques dizaines de milliers d'années avant nous, ces êtres humains « avaient la même intelligence que nos contemporaines, les mêmes réactions psychologiques, la même facilité avec le langage et une remarquable impulsion créatrice. »

## Les Enfants de la Terre

### Synopsis
Durant la Préhistoire, Ayla, une petite fille, se retrouve orpheline et seule à la suite d'un tremblement de terre. Recueillie par un clan qui lui est étranger, elle grandit à leurs côtés, non sans difficulté, les membres du clan ayant remarqué chez elle des traits caractéristiques d'une espèce différente de la leur. En effet, Ayla fait partie de l'espèce Cro-Magnon, tandis que sa tribu d'adoption est néandertalienne.
Elle s'attache alors à sa mère de substitution, Iza, qui lui transmettra ses secrets de guérisseuse, ainsi qu'à Creb, le chaman du clan. Violée par Broud, fils de Brun le chef du clan, elle donnera naissance à un fils : Durc, croisement entre les deux espèces. N'ayant cesse d'enfreindre les règles du clan, par son audace issue de son intelligence différente de celle des autres membres, elle sera chassée de la communauté. Commence alors une incroyable aventure, où la survie sera la priorité de la jeune femme, malgré les obstacles.

### Publications
La saga Les Enfants de la Terre se déroule en six tomes : 
1. Le Clan de l'Ours des Cavernes
2. La Vallée des chevaux
3. Les Chasseurs de mammouths
4. Le Grand Voyage
5. Les Refuges de pierre
6. Le Pays des Grottes Sacrées

### Succès commercial
En septembre 1980, quand Le Clan de l'Ours des Cavernes sort enfin, c'est un succès immédiat. En un mois, plus de 100 000 exemplaires sont vendus. Le livre connaîtra quatorze réimpressions et restera au sommet des meilleures ventes pendant six mois.
En 1990, les trois premiers livres de la saga de Jean Auel s'écouleront à plus de 20 millions d'exemplaires à travers le monde et seront traduits en dix-huit langues.

### Adaptation cinématographique
En 1986, Le Clan de la caverne des ours est adapté au cinéma par Michael Chapman. Le film est un échec commercial.

## Distinctions
Elle a obtenu un diplôme honorifique de l'université d'État de Portland, de l'université du Maine et du Mount Vernon College pour femmes.
En octobre 2008, elle se voit décerner le titre d'officier de l'ordre des Arts et des Lettres par le ministre français de la Culture et de la Communication.